# Íris Stefanelli
Íris Stefanelli (Tupã, 23 giugno 1979) è un'attrice e conduttrice televisiva brasiliana.
Da marzo a luglio 2008, ha presentato il programma Transalouca (Transamerica Pop Radio). Attualmente, Íris integra il team di presentatori della TV Fama.

## Biografia
Nata a Tupã, una città a ovest di San Paolo, è figlia di Antonio Carlos Stefanelli e Aparecida Clarice Stefanelli, entrambi di origini italiane e di scarse risorse finanziarie.
Íris Stefanelli ha studiato per diventare infermiera, lavorando assiduamente per mantenersi agli studi.
La sua prima apparizione in televisione è stata nel reality show Grande Fratello Brasile  (7 ° edizione), dal quale lei è stata eliminata nella 7ª settimana. Tuttavia si è guadagnata ben presto una certa popolarità, e non solo in Brasile, tanto che è stata chiamata per una speciale partecipazione alla versione argentina del reality (Gran Hermano, quarta edizione). Dopodiché ha iniziato a comparire di frequente nei media vincendo numerosi premi televisivi. È stata sulla copertina di diverse riviste di diffusione nazionale e ha partecipato a numerose iniziative, oltre ad aver fatto registrare assiduamente la sua presenza in occasione di manifestazioni e cortei.
Ha posato anche per la copertina della rivista Playboy, nella sua edizione anniversario (2007), risultata la più venduta in Brasile.
Íris ha vinto anche un omaggio dedicato al pubblico dei bambini, con la Sirizinha e Sirizinha Baby, i personaggi creati da Rogério Martins e Robson Rocha. Nel dicembre 2007, Íris ha lanciato un suo marchio chiamato appunto Sirizinha. Nel corso del 2008 ha promosso il lancio della nuova collezione di vestiti per bambini.
| Sirizinha | Sirizinha Baby |

## Carriera

### Televisione
Dopo il Grande Fratello Brasile, Íris ha condotto il programma TV Fama con Nelson Rubens e Adriana Lessa. Dal 2007, è una dei presentatori del programma TV Fama (Rede TV!).

### Radio
Nel 2008, Íris è diventata uno dei presentatori del programma Transalouca (Transamerica Pop Radio), dove rimase fino al giorno 30 luglio.

### Teatro
- Hamlet-Machine (Luglio 2011)
- Terrore e miseria del Terzo Reich (Dicembre 2010)
- As Desgraças de uma Criança (Giugno 2010)
- Il gabbiano (Dicembre 2009)
- A Invasão (Giugno 2009)

| Íris Stefanelli - A Invasão | Íris Stefanelli - A Invasão |